# Carl Gottlob Beck
Carl Gottlob Beck, född 20 april 1733 och död 20 december 1802, var en tysk boktryckare.
Han grundade 1763 i Nördlingen familjeföretaget C. H. Becksche Buchhandlung. Företaget har sedan dess fortsatt växa och utgör grunden till vad som idag är Verlag C. H. Beck.